# Johann Karl Baumann
Johann Carl Baumann (* 1714 in Kirchheimbolanden; † 1794 in Annweiler) war ein pfalz-zweibrückischer Orgelbauer. Zu seinen bekanntesten Werken gehört die Baumann-Orgel von 1782 in der Schlosskirche in Bad Bergzabern. 

## Leben

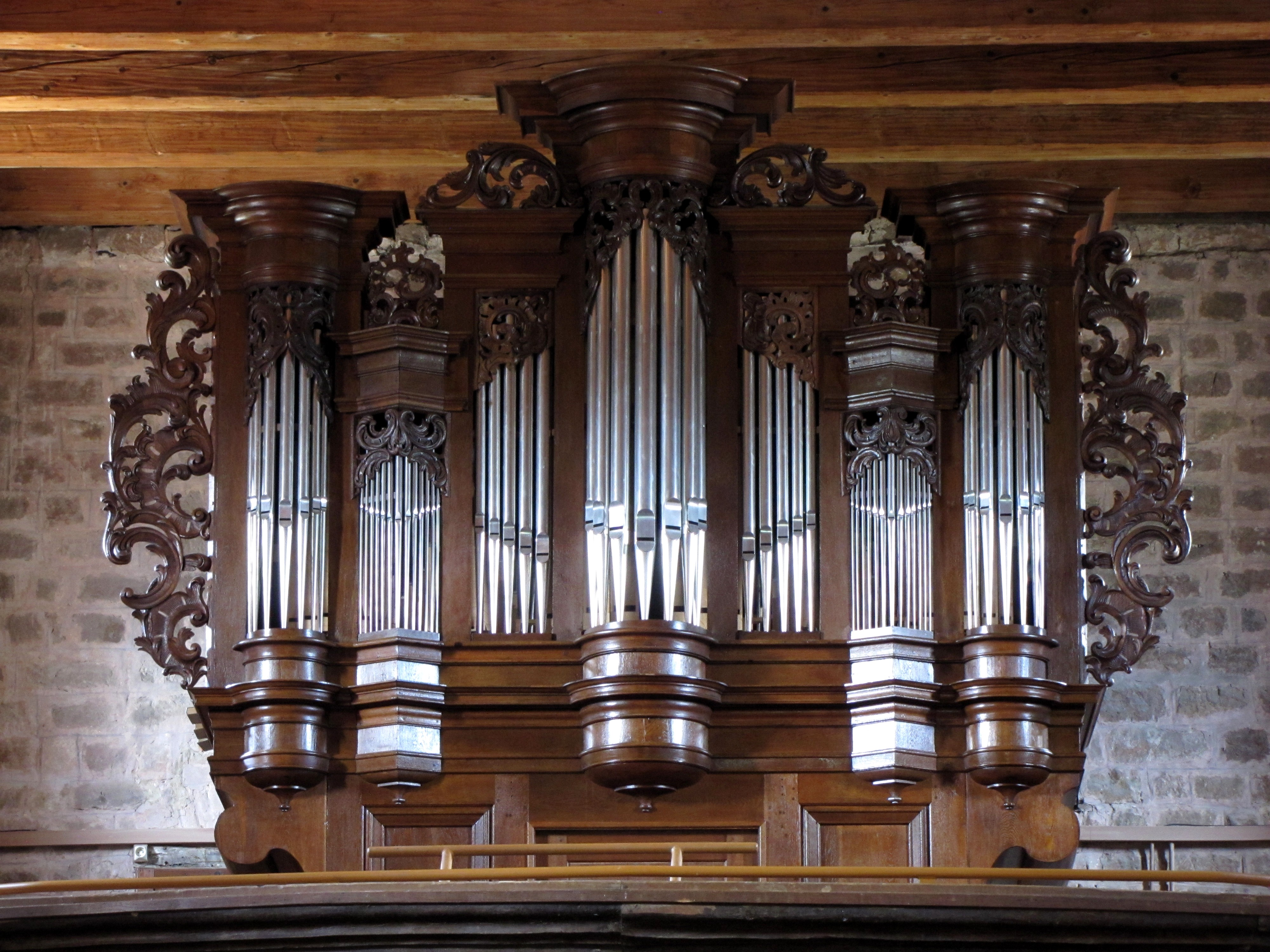
Baumann-Orgel von 1764 in Altenstadt

Baumann war zuerst als Schreiner tätig und spezialisierte sich später auf den Orgelbau. Er ging wahrscheinlich bei Johann Michael Stumm, dem Begründer der Orgelbauerfamilie Stumm in die Lehre. Der Zweibrücker Organist Müller bezeugt 1779 bei einer Reparatur der Stumm-Orgel der Alexanderskirche von 1738, dass Baumann als junger Mann bei der Aufstellung dieses Werkes mitgeholfen habe.
1748 baute Johann Carl Baumann seine erste Orgel. Von seinen Orgelneu- und Umbauten sind heute noch 13 bekannt: Annweiler, Schlosskirche in Bergzabern (1780–1782), Birkenfeld, Freisbach, Ilbesheim, Zweibrücken, Böhl, Iggelheim, Mußbach, Winzingen, Hunspach, Cleeburg und Altenstadt bei Weißenburg (1764).
Baumann war verheiratet, zu seinen Kindern gehört der Orgel- und Klavierbauer Matthias Christian Baumann (1740–1816), der vor allem für seine Tafelklaviere bekannt wurde.